# Epschenrode
Epschenrode ist ein  Ortsteil der Landgemeinde Sonnenstein im  Landkreis Eichsfeld. Es ist eines der wenigen Dörfer im Landkreis Eichsfeld, das nicht zum historischen Eichsfeld gehört.

## Lage
Der Ort Epschenrode befindet sich im östlichen Teil des Landkreises, etwa 23 Kilometer (Luftlinie) nordöstlich der Kreisstadt Heilbad Heiligenstadt. Als höchste Erhebung gilt der Bauerberg (361,6 m ü. NN). Am Ortsrand entspringt der Röstegraben, ein Zufluss der Ohe. Die Ohe selbst entspringt einem kleinen Teich im Ort.

## Geschichte
Die Ersterwähnung von Epschenrode geht auf ein Schriftstück von Kaiser Otto I. aus dem Jahre 973 zurück. Mit den Orten Großbodungen, Wallrode, Kraja und Hauröden entstand zum Ausgang des Mittelalters das Amt Großbodungen, welches bis zu Beginn des 17. Jh. sächsisches Lehen blieb. 1632 erhielten die Grafen von Schwarzburg und Stolberg als Erben der Hohnsteiner Grafen das Amt endgültig. 1676 bekamen die Grafen von Schwarzburg das Dorf Epschenrode mit dem Amt Großbodungen, welches als Exklave räumlich getrennt von der Schwarzburg-Sondershäuser Unterherrschaft lag. 1816 traten die Grafen von Schwarzburg das Amt an Preußen ab. Hieraus resultiert die frühere Zugehörigkeit des Ortes zum Landkreis Grafschaft Hohenstein (heute Landkreis Nordhausen). In Epschenrode befand sich ein Vorwerk der Domäne Großbodungen. Dieses war bis zu seinem Verkauf im Besitz der Fürsten von Schwarzburg-Sondershausen.
Am 10. April 1945 kam es zum „Kampf von Epschenrode“. Im Ort gab es noch zurückgehende, leicht bewaffnete Wehrmachtseinheiten. Als diese einen anrückenden US-Panzer anschossen, wurde Epschenrode von Panzern und US-Artillerie beschossen. Acht deutsche Soldaten fielen und der Ortsbauernführer wurde in seinem Haus von den eingerückten Amerikanern erschossen. Auf dem Friedhof von Epschenrode gibt es deutsche Soldatengräber.
Das Dorf wurde im Rahmen der Gebietsreform zu Beginn der 1950er Jahre und der damit verbundenen Neuformierung des damaligen Landkreises Worbis mit dem Nachbarort Werningerode am 1. Juli 1950 zur Gemeinde Steinrode zusammengeschlossen. Mit deren Auflösung kam der Ort am 1. Dezember 2011 zur Landgemeinde Sonnenstein.

## Sehenswürdigkeiten
- Kirche St. Jacobi